# Alkoholintoleranz
Alkoholintoleranz oder auch Alkoholunverträglichkeit bezeichnet eine gestörte Verstoffwechselung von Alkohol, der verschiedene Ursachen zugrunde liegen können. Unter Menschengruppen bestimmter Regionen der Erde (beispielsweise bei einigen Asiaten) hat eine Alkoholintoleranz oft genetische Ursachen. Außerdem kann es auch zur Alkoholintoleranz infolge übermäßigen Konsums und der hieraus resultierenden Organschädigungen (vor allem der Leber) kommen. Zudem existiert die chemische Intoleranz, die auftritt, wenn bestimmte Medikamente vor oder während des Alkoholkonsums eingenommen wurden.

## Ursachen
Ursachen für eine Alkoholintoleranz können vielfältig sein, meist liegt aber ein mutiertes Gen vor, das dafür sorgt, dass nicht ausreichende Mengen der Enzyme Alkoholdehydrogenase (ADH) oder Aldehyd-Dehydrogenase 2 (ALDH) exprimiert werden bzw. dass die Enzyme nur sehr ineffizient arbeiten und instabiler sind. Im Detail geschieht dies bei ALDH durch das fehlerhafte Ersetzen von Glutaminsäure durch Lysin in der Aminosäure-Sequenz des Enzymes.
Da ADH und ALDH jedoch essentiell für den Abbau von Alkoholen und deren Abbauprodukten, den Aldehyden, sind, kommt es durch das mutierte Gen nach Ethanolgenuss zu einem erhöhten und nur langsam sinkenden Acetaldehydspiegel (wenn ALDH vom Genfehler betroffen ist) oder einem nur langsam sinkenden Alkoholspiegel (falls ADH oder ALDH vom Gendefekt betroffen sind). 
Mit dem ALDH-Gendefekt kann das Ethanol von der nicht betroffenen ADH zunächst gut abgebaut werden. Der Ethanolabbau funktioniert jedoch nur so lange gut, bis zu viel vom Abbauprodukt – hier Acetaldehyd – vorliegt, das durch das Fehlen der ALDH nicht abgebaut werden kann. Durch die hohe Konzentration an Acetaldehyd kann die ADH das neu produzierte Acetaldehyd nicht mehr in den Körper abgeben, sondern wird von diesem inhibiert. Dadurch kann es kein weiteres Ethanol abbauen – es kommt zur Intoleranz. Außerdem lässt sich hieraus schließen, dass die ALDH-induzierte Intoleranz besonders problematisch ist, da hier neben dem nur langsam sinkenden Ethanolspiegel auch ein sehr hoher Acetaldehydspiegel vorliegt. Beide Stoffe sind jedoch starke Gifte, somit kann der Körper in doppelter Hinsicht Schaden nehmen.
Insbesondere bei aus ostasiatischen Ländern abstammenden Personengruppen wie Japanern, Chinesen, Vietnamesen und Koreanern zeigt ein vergleichsweise hoher Anteil die Symptome einer Alkoholintoleranz.
Bestimmte Wirkstoffe (z. B. Isoniazid) können außerdem die Funktion der Leber herabsetzen und so zu einer temporären Alkoholintoleranz führen. Diese klingt jedoch, im Gegensatz zur genetisch bedingten, nach dem Abbau der entsprechenden Medikamente wieder ab - sofern nicht auch auf diesen Stoffwechselwegen Abbauprobleme bestehen, was durch eine geschädigte Leber oder Nieren vorkommen kann.

## Symptome
Die folgenden Symptome können bei einer Intoleranz gegenüber Alkohol in unterschiedlicher Ausprägung auftreten:
- Gesichtsröte, Schwellungen,
- Kopfschmerz,
- Atemnot,
- Kreislaufprobleme,
- Steigerung der Herzfrequenz,
- Magenprobleme
- Wärmeabstrahlung/Hyperthermie (langfristiges Anhalten der gefäßerweiternden/durchblutungssteigernden Wirkung von Ethanol)
- tagelanges „Entkatern“ nach dem letzten Konsum (Muskel-/Gliederschmerzen)
- Diarrhoe (Durchfall)

Dies sind im Allgemeinen dieselben Symptome, die auch bei einem gesunden Menschen nach Alkoholkonsum auftreten.
Jedoch äußern diese sich dort in stark abgemilderter Form bzw. erst bei wesentlich höheren Alkoholmengen.